# Mazda RX-8
El Mazda RX-8 es un automóvil deportivo cupé de cuatro puertas con motor central-delantero montado longitudinalmente y tracción trasera, producido por el fabricante japonés Mazda desde el verano de 2002 hasta junio de 2012. Es el reemplazo del Mazda RX-7.

## Características

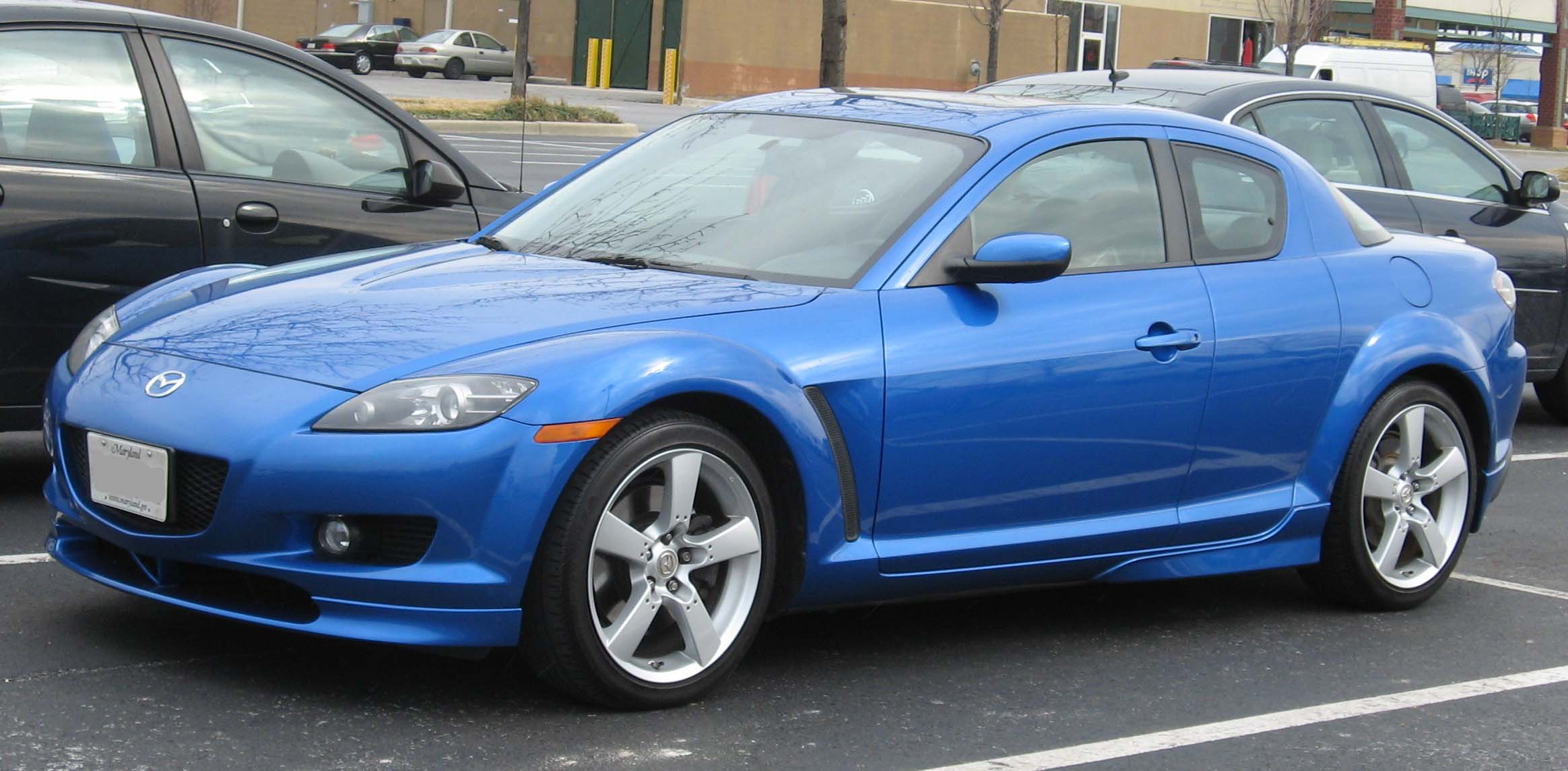
Modelo 2004-2007 en Estados Unidos

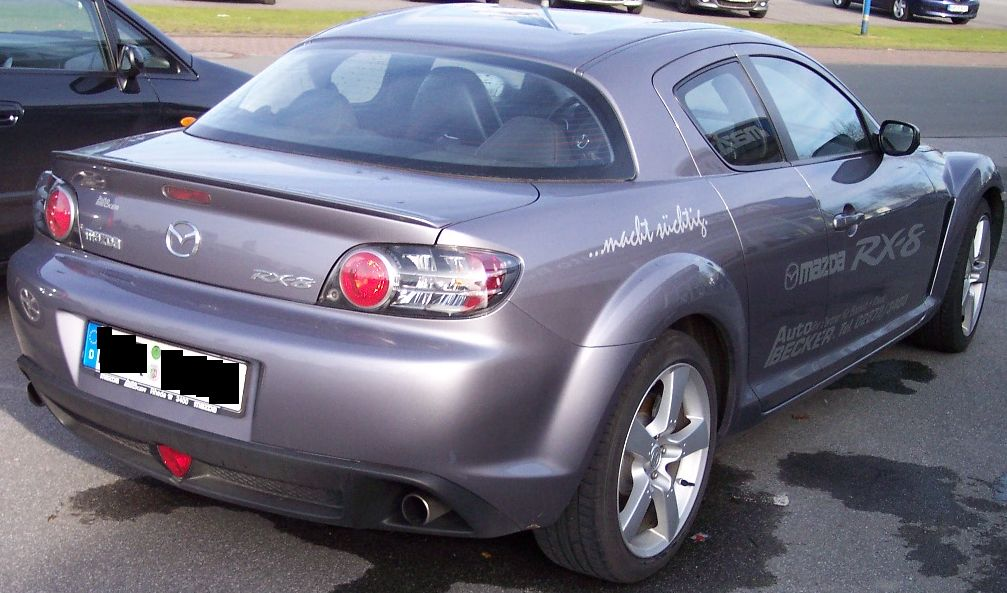
Vista trasera.

Además de dos puertas laterales tradicionales, hay dos pequeñas traseras que se abren en el otro sentido llamadas de suicidio. Entre ambas no hay un pilar de la carrocería, sino que al abrirlas el hueco no tiene obstáculos en medio.
El RX-8 tiene un motor Wankel de dos rotores naturalmente aspirado de 1308 cm³ (1,3 litros) ubicado entre el eje delantero y el habitáculo. Existen dos versiones: una con 192 CV (189 HP; 141 kW) y otra con 231 CV (228 HP; 170 kW), aunque algunas especiales en Japón ofrecían hasta 250 CV (247 HP; 184 kW).
Tanto su consumo de gasolina como de aceite es más elevado que el de un alternativo. Al ser un motor rotativo, su entrega de par y potencia es muy lineal, lo que hace que a bajas revoluciones el par sea más bajo que en motores alternativos. Sus emisiones contaminantes son equivalentes a las de otros motores Otto y por tener menos piezas, el ciclo de mantenimiento es mayor.
Las transmisiones disponibles son: una manual de cinco o seis marchas; y automática de cuatro o seis marchas. Las versiones con caja de cambios manual incorporan un diferencial de desplazamiento limitado, mientras que las automáticas tienen un diferencial común.
Debido a la normativa Euro 5 de emisiones contaminantes, se ha dejado de comercializar en Europa, ya que el motor Renesis 1.3 no era capaz de cumplirlas. Una salida a su problema son los combustibles alternativos. Mazda estaba haciendo pruebas con hidrógeno y han llegado a competir en Australia con bioetanol en la Targa Tasmania.
Sin el volumen de las ventas europeas, perdía sentido fabricarlo. En cuanto a Estados Unidos, las ventas cayeron desde 2004. Las 300 unidades en inventario ("stock") que quedaban en América del Norte, eran suficientes para medio año al ritmo al que se vendían.
No ha sido tan exitoso como su antecesor el RX-7 y no parece tener sentido para un coche que tiene un mantenimiento delicado y que consume mucha gasolina y aceite. Sin embargo, no es el final del motor rotativo, porque ya se estaba trabajando en la siguiente generación.
El RX-8 se empezó a vender en 2003 y ciertamente ha sido un coche muy incomprendido.
También hay que saber que es un vehículo deportivo muy confortable, con un interior muy zen y a la vez deportivo con todos los extras. En 2008, Europa decidió dejar de venderlo, ya que desde su lanzamiento en 2003, no cosechó mucho éxito en el Viejo Continente. En 2008, solamente se vendieron 25 unidades. Dejó de venderse y fabricarse en enero de 2011, terminando con 2000 unidades limitadas en Japón, llamadas Mazda RX-8 Spirit R.

## Versiones

### 2007
Tiene motor rotativo llamado "RENESIS" de 192 CV (189 HP; 141 kW), acoplado a una transmisión manual de cinco velocidades, con un par motor máximo de 220 N·m (162 lb·pie) a las 5000 rpm y un consumo de 10,6 L/100 km (9,4 km/L; 22,2 mpgAm).
Ofrece una completa dotación de serie, con elementos como climatizador, 8 airbags, control de estabilidad (DSC) y de tracción (TSC), llantas de 18 pulgadas (45,7 cm) y equipo de sonido BOSE con cargador de seis CDs.

### Edición especial Kuro
Solamente se vendieron 250 unidades. No hay cambios para su motor rotativo de 231 CV (228 HP; 170 kW), aunque solamente son cambios estéticos, siendo un buen deportivo con un motor potente y exclusivo.
Kuro significa negro y este es el color que predomina en el coche junto a los asientos beis de cuero y alguna inserción plateada. También incluye control de velocidad Cruisematic, sistema de sonido Bose de 9 altavoces y llantas de 18 pulgadas (45,7 cm).

### 40 Aniversario
Esta versión lleva en el exterior unas llantas de 18 pulgadas (45,7 cm) cromadas, faros antiniebla con reflejos azulados, algunos cromados para resaltar las luces y una chapita de la edición especial.
En su interior, asientos mixtos de cuero y alcantara ajustables en 8 modos, volante y pomo especiales, pedales de aluminio, cristales que repelen el agua y sistema de entrada y arranque sin llave. Solamente estaba disponible en blanco mármol, recordando así al clásico Mazda Cosmo Sport que cumplió 40 años.

### Hydrogen RE
A través del ente público HyNor, se comprometió con Mazda a comprar 30 unidades del RX-8 Hydrogen RE, a partir del verano de 2008. Es la primera vez que un vehículo con motor rotativo de hidrógeno se comercializa fuera de Japón, lo que coloca a Noruega a la cabeza de esta tecnología.
HyNor es un consorcio industrial cuyo objetivo es la puesta en marcha de una infraestructura energética de hidrógeno. El proyecto incluía transportes urbanos, regionales y de larga distancia, con lo que el uso de estos coches se intentaba convertirla en una “carretera verde”.

### Rediseño
Con esta nueva imagen o "lavado de cara" presentada en el Salón del Automóvil de Detroit, el frontal recibe un rediseño y las ópticas traseras incorporan tecnología led y son más redondeadas. Incluye además un pequeño alerón y la defensa trasero también se modifica. Las llantas pertenecen a una versión Type-RS y son de 19 pulgadas (48,3 cm) y, al igual que los asientos Recaro, serían los rasgos distintivos de la variante más deportiva.

### Spirit R
Era una edición especial exclusivamente para el mercado japonés a modo de despedida, ya que la producción del deportivo cesaría en junio de 2012. Mazda aseguraba que se acababa el RX-8, pero que mantendrían su filosofía de seguir ofreciendo este tipo de motor que les hizo campeones de las 24 Horas de Le Mans en 1991.
Entre los elementos que distinguen a esta edición especial de un RX-8 normal, encontramos los distintivos Spirit R, pinzas de freno de color rojo, un acabado negro piano para el túnel de transmisión, una transmisión manual o automática de seis velocidades (cada versión con algunos elementos específicos), asientos Recaro tipo baquet, llantas de 19 pulgadas (48,3 cm) en color bronce o gris (manual y automático, respectivamente) y tres colores exteriores específicos (a elegir uno, claro): Aluminium Metallic, Sparkling Black Mica y Crystal White Pearl Mica.
Las 1000 unidades que se esperaban vender, se comercializaron a partir del 24 de noviembre de 2011.

## Especificaciones
| Modelos                               | Renesis 2003 | Type E 2008                        | 40th Anniversary                   | Revolution High-Power | Challenge High-Power | Spirit R                           | Type S                             |
| ------------------------------------- | --- | ---------------------------------- | ---------------------------------- | --- | --- | ---------------------------------- | ---------------------------------- |
| Potencia máxima                       | 192 CV (189 HP; 141 kW) @ 7000 rpm | 210 CV (207 HP; 154 kW) @ 7200 rpm | 215 CV (212 HP; 158 kW) @ 7450 rpm | 231 CV (228 HP; 170 kW) @ 8200 rpm | 240 CV (237 HP; 177 kW) @ 8200 rpm | 235 CV (232 HP; 173 kW) @ 8200 rpm | 250 CV (247 HP; 184 kW) @ 8500 rpm |
| Par máximo                            | 220 N·m (162 lb·pie) @ 5000 rpm | 222 N·m (164 lb·pie) @ 5000 rpm    | 216 N·m (159 lb·pie) @ 5500 rpm    | 211 N·m (156 lb·pie) @ 5500 rpm | 211 N·m (156 lb·pie) @ 5500 rpm | 216 N·m (159 lb·pie) @ 5500 rpm    | 216 N·m (159 lb·pie) @ 5500 rpm    |
| Peso                                  | 1345 kg (2965 lb) | 1340 kg (2954 lb)                  | 1350 kg (2976 lb)                  | 1323 kg (2917 lb) | 1350 kg (2976 lb) | 1350 kg (2976 lb)                  | 1310 kg (2888 lb)                  |
| Velocidad máxima                      | 223 km/h (139 mph) | 230 km/h (143 mph) (simulado)      | 226 km/h (140 mph) (simulado)      | 235 km/h (146 mph) | 235 km/h (146 mph) | 250 km/h (155 mph) (simulado)      | 254 km/h (158 mph) (simulado)      |
| Aceleración 0 a 100 km/h (0 a 62 mph) | 7.2 segundos | 7.0 segundos (simulado)            | 7.2 segundos (simulado)            | 6.4 segundos | 6.4 segundos | 6.3 segundos (simulado)            | 6.2 segundos (simulado)            |
| Consumo de combustible                | 15,1 L/100 km (6,6 km/L; 15,6 mpgAm) (urbano) 8,3 L/100 km (12,0 km/L; 28,3 mpgAm) (extraurbano) 10,8 L/100 km (9,3 km/L; 21,8 mpgAm) (combinado) | n/a                                | n/a                                | 15,6 L/100 km (6,4 km/L; 15,1 mpgAm) (urbano) 8,7 L/100 km (11,5 km/L; 27,0 mpgAm) (extraurbano) 11,2 L/100 km (8,9 km/L; 21,0 mpgAm) (combinado) | 15,8 L/100 km (6,3 km/L; 14,9 mpgAm) (urbano) 8,9 L/100 km (11,2 km/L; 26,4 mpgAm) (extraurbano) 11,4 L/100 km (8,8 km/L; 20,6 mpgAm) (combinado) | n/a                                | n/a                                |

## En la cultura popular
Un coche color azul basado en el modelo de producción de 2004, apareció en la película X-Men 2, protagonizada por los actores Hugh Jackman y la ganadora del premio Óscar Halle Berry.
También ha aparecido en varias series videojuegos de carreras, tales como: Need for Speed, Forza, Midnight Club, entre otros.